# پیت کوردر
پیت کوردر (انگلیسی: Pit Corder؛ ۶ اکتبر ۱۹۱۸ – ۲۷ ژانویهٔ ۱۹۹۰) استاد زبان‌شناسی کاربردی بریتانیایی در دانشگاه ادینبرو بود که برای کارهایش در مطالعه تحلیل خطا شناخته می‌شود. او نخستین رئیس انجمن زبان‌شناسان کاربردی بریتانیا (۱۹۶۷–۱۹۷۰) بود و در توسعه زبان‌شناسی کاربردی در بریتانیا نقش بسزایی داشت.